# The Lightning Express
The Lightning Express é um seriado estadunidense de 1930, gênero Western, dirigido por Henry MacRae, em 10 capítulos, estrelado por Lane Chandler e Louise Lorraine. O seriado foi produzido e distribuído pela Universal Pictures, veiculando nos cinemas estadunidenses entre 2 de junho e 4 de agosto de 1930. Foi ainda um filme mudo, parcialmente sonorizado, com sequências de fala sincronizadas, música e efeitos sonoros.
Este seriado é considerado perdido.

## Sinopse
A estrada de ferro B&M é bloqueada no seu objetivo de se estender até o Oceano Pacífico, quando Frank Sayer (J. Gordon Russell), o guardião de Bobbie Van Tyne (Louise Lorraine), se recusa a deixar a estrada de ferro cruzar a terra da fazenda de Bobbie. O detetive de ferrovia Whispering Smith (Al Ferguson) convence Jack Venable (Lane Chandler), filho do homem que construiu a melhor ferrovia, "The Lightning Express", para deixar a sua vida de playboy e ajudá-lo a investigar a morte do pai de Bobbie. Jack vai, então, trabalhar para a estrada de ferro como capataz, ele e Bobbie se apaixonam, e ela decide apoiar a estrada de ferro. Mas Sayer continua tentando parar a construção, e coloca a vida de Jack e Bobbie em constante perigo.

## Elenco
- Lane Chandler	 ...	Jack Venable
- Louise Lorraine	 ...	Bobbie Van Tyne
- Al Ferguson	 ...	Whispering Smith
- Greta Granstedt	 ...	Kate
- J. Gordon Russell	 ...	Frank Sayer
- John Oscar	 ...	Bill Lewellyn
- Martin Cichy	 ...	Hank Pardelow
- Bob Reeves	 ...	Griswell
- James Pierce	 ...	Capanga de Griswell
- Robert Kelly	 ...	Capanga de Griswell

## Produção
The Lightning Express foi baseado em "Whispering Smith Speaks", de Frank H. Spearman.

## Capítulos
1. A Shot in the Dark
2. A Scream of Terror
3. Dangerous Rails
4. The Death Trap
5. Tower of Terror
6. A Call for Help
7. The Runaway Freight
8. The Showdown
9. The Secret Survey
10. Cleared Tracks

Fonte:

## Seriado no Brasil
O seriado foi lançado no Brasil em 15 de janeiro de 1931, sob o título O Expresso do Oeste, no Cine Olímpia, em São Paulo.